# Daniel Kortz

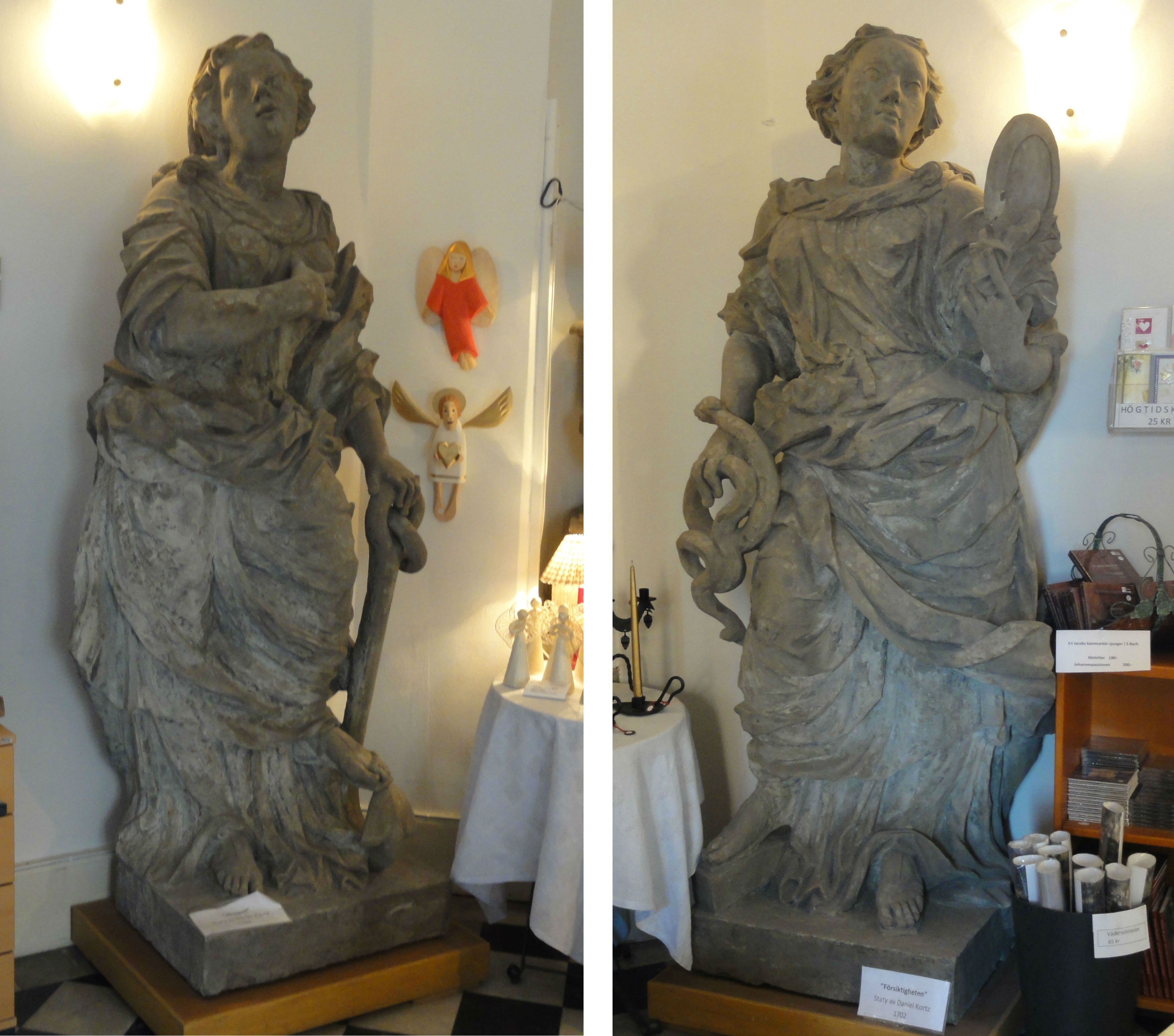
Försiktigheten och Hoppet av Daniel Kortz.

Hans Daniel Kortz (Cort), född omkring 1675 i Tyskland, död 30 januari 1714 i Stockholm, var en tysk-svensk skulptör och stenhuggare. 
Han studerade bildhuggeri för Burchard Precht och valde att ge sig ut på gesällvandring i Sverige 1695. Han fick burskap i Stockholm 1702 och etablerade samtidigt en egen verkstad i staden. Bland hans styrkta arbeten märks statyparet Försiktigheten och Hoppet vid Storkyrkan, högaltaret i Sala kyrka samt altarprydnader, predikstol och en orgelfasad i Salsta slottskapell. 